# T' 'e pigliato 'o sole/Tutt' 'e dduje
T' 'e pigliato 'o sole/Tutt' 'e dduje, pubblicato nel 1961, è un singolo del cantante italiano Mario Trevi

## Storia
Il disco presenta due brani esordienti alla manifestazione musicale Giugno della Canzone Napoletana del 1961, cover di canzoni presentate da Sergio Bruni, Luciano Virgili e Maria Paris.

## Tracce
Lato A
- T' 'e pigliato 'o sole (Fiore-Barile)

Lato B
- Tutt' 'e dduje (Ruocco-Mallozzo-Chiarazzo)

## Incisioni
Il singolo fu inciso su 45 giri, con marchio Durium- serie Royal (QCA 1194).
Direzione arrangiamenti: M° Eduardo Alfieri.